# Enderburyatollen
Enderburyatollen eller Enderburyön är en ö i Polynesien som tillhör Kiribati i Stilla havet.

## Geografi
Enderbury är en ö bland Phoenixöarna och ligger cirka 2 000 kilometer sydöst om huvudön Tarawa och ca 650 kilometer norr om Tokelau. Dess geografiska koordinater är 3°08′ S och 171°05′ V.
Den obebodda ön är en korallatoll och har en areal om ca 5,1 km² med en liten lagun. Atollen är ca 4,8 km lång och ca 1,5 km bred och omges av ett korallrev. Den högsta höjden är på endast 4 m ö.h.

## Historia
Ön upptäcktes den 1823 av brittiske kapten James J. Coffin på fartyget "Transit" och namngavs efter den brittiske reedaren Samuel Enderby.
1860 annekterades ön av USA som kort därefter bröt guano här fram till 1877.
Den 18 mars 1937 införlivades alla Phoenixöarna i den brittiska kolonin Gilbert och Elliceöarna och 1939 överenskom USA och Storbritannien att samförvalta ön.
Ön är en betydande boplats för sjöfåglar och havssköldpaddor, främst Green Turtle (Chelonia mydas).
1979 införlivades Phoenixöarna i den nya nationen Kiribati.